# Silvana Mangano
Silvana Mangano (Róma, 1930. április 23. – Madrid, 1989. december 16.) egy szépségversenyen feltűnt olasz filmszínésznő, előbb néhány neorealista film, később különféle látványos szuperprodukciók és intellektuális drámák hősnője.

## Pályafutása

Vittorio Gassman és Alberto Sordi között 1959-ben

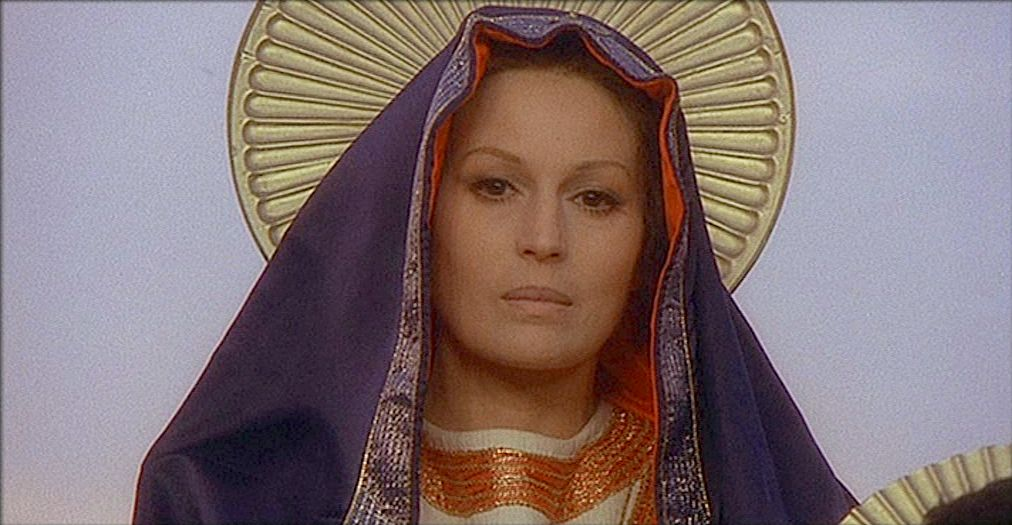
A Madonna szerepében a Dekameron című filmben

Silvana Mangano édesapja olasz vasúti kalauz, édesanyja egy angol nő volt. Feltűnő szépsége révén korán bekerült a szórakoztatóiparba. Táncosnak képezte magát. Fotómodell is volt, 15 évesen pedig már filmszerepet kapott. 16 évesen megnyerte a Miss Róma szépségversenyt.1947-ben indult a Miss Itália szépségversenyen is, melyet azonban a később szintén színésznőként ismertté vált Lucia Bosé nyert meg. Színészi tehetségét a neorealizmus egyik alapfilmjében, Giuseppe De Santis Keserű rizs című alkotásában bizonyíthatta először Vittorio Gassman és Raf Vallone oldalán. Még ugyanebben az évben feleségül ment Dino De Laurentiis filmproducerhez, és karrierjét a továbbiakban a férje irányította. (Az évek folyamán 4 gyermekük született.) A Nápoly aranya (1954) és A nagy háború (1959) című filmekben vígjátéki szerepkörben volt látható. Kettős szerepet alakított a Homérosz eposza nyomán készült Odüsszeuszban (1954): ő volt a hűséges Pénelopé és a csábító Kirké. 1962-ben Vittorio De Sica Az utolsó ítélet című filmjének sztárjai között bukkant fel, és megkapta Rachel szerepét a Barabás című szuperprodukcióban. 1964-ben két filmet is forgatott a később fülledten erotikus alkotásairól elhíresült Tinto Brass rendezővel. Előbb Az én kis feleségem című szkeccsösszeállítás Brass rendezte epizódjaiban (is) játszott, majd A repülő csészealj című szatírában, Alberto Sordi és Monica Vitti partnereként. Az olasz film nagy öregje, Alessandro Blasetti is meghívta az Én, én, én… és a többiek (1965) című társadalmi körképének sztárszereplői közé.

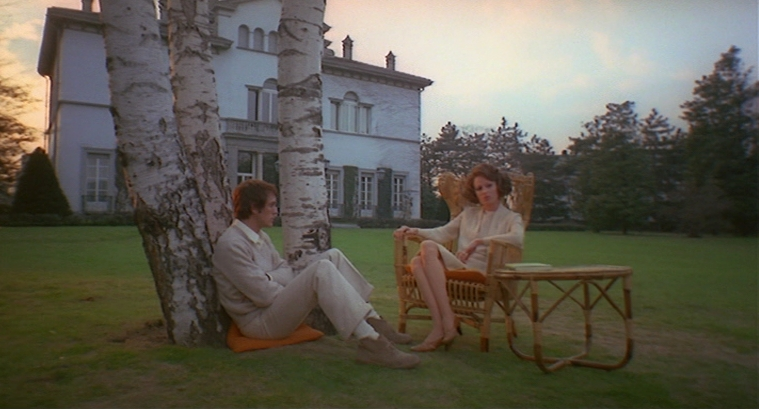
A Teoréma című filmben

Pályájának fordulópontja volt A boszorkányok (1967) című 5 epizódból álló produkció, amelyben mindegyik rész női főszerepét ő alakította, sokoldalú jellemábrázoló tehetségről téve tanúbizonyságot. Mégsem maga a film igazán jelentős a pályáján, hanem az a tény, hogy ekkor kezdődött együttműködése az olasz film két géniuszával, Pier Paolo Pasolinivel és Luchino Viscontival. Pasolini először Iokaszté szerepét bízta rá az Oidipusz király (1967) című filmjében, amely Szophoklész drámájának merész, egyszerre archaizáló és modern feldolgozása, számos önéletrajzi motívummal. Mangano filmbeli szerepe lényegében az anya archetípusát képviseli. Merőben más jellegű anyaszerepet játszott Pasolini Teoréma (1968) című, botrányt okozott alkotásában: ő volt a gyáros felesége, aki szemérmetlen módon ajánlkozik fel a náluk vendégeskedő fiatal fiúnak, majd annak távozása után egyre alantasabb alkalmi kalandokba bocsátkozik. A Dekameronban (1971) szinte csak villanásnyira látható az álomjelenetben mint a Madonna, arcának nemes, finom vonásai mégis a néző emlékezetébe vésődnek. Visconti Tadzio anyjának szerepét bízta rá vitatott Thomas Mann-adaptációjában, a Halál Velencében (1971) című drámában. Mangano karaktere szinte meg se szólal: mozgásával, arcjátékával teremti meg a figurát. A homoszexuális bajor királyról, II. Lajosról szóló Visconti-drámában, a Ludwigban (1972) Liszt Ferenc lányát, Cosimát formálta meg, aki elhagyja férjét Richard Wagner kedvéért. A Meghitt családi körben (1974) ismét egy testi örömöket kereső anya szerepében látható. Ezután 10 évig nem forgatott, különféle privát problémák miatt. 1981-ben fia, Federico légi katasztrófa áldozata lett. 1983-ban Mangano elköltözött férjétől, de nem váltak el. David Lynch sci-fijében, a Dűnében (1984) játszott egy kisebb szerepet, majd Nyikita Mihalkov olasz filmjében, a rosszul fogadott Fekete szemekben (1989) Marcello Mastroianni partnere volt, akihez fiatalon romantikus kapcsolat fűzte. Rákban halt meg. Lánya, Raffaella, apja foglalkozását választotta: filmproducer lett.

## Filmjei
- 1945 Az utolsó ítélet (Le  Jugement dernier)
- 1946 Szerelmi bájital (L'Elisir d'amore)
- 1947 A Giovanni Episcopo-bűntény (Il Delitto di Giovanni Episcopo)
- 1948 A szenvedély keresztútjai  (Gli Uomini sono nemici)
- 1949 A silai farkas (Il Lupo della Sila)
- 1949 Keserű rizs (Riso amaro)
- 1949 Fekete mágia (Black Magic) (nincs feltüntetve a stáblistán)
- 1950 A törvényen kívüli lány (Il Brigante Musolino)
- 1951 Anna
- 1953 A világ legmulatságosabb látványossága (Più comico spettacolo del mondo) (nincs feltüntetve a stáblistán)
- 1954 Mambo
- 1954 Nápoly aranya (L'Oro di Napoli)
- 1954 Odüsszeusz (Ulisse)
- 1956 Férfiak és farkasok ((Uomini e lupi)
- 1958 A vihar (La Tempesta)
- 1958 This Angry Age
- 1959 A nagy háború (La Grande guerra)
- 1960 Jovanka és a többiek (5 Branded Women)
- 1961 Bűnök (Crimen)
- 1962 Az utolsó ítélet (Il Giudizio universal) (nem keverendő össze az 1945-ös, azonos című filmjével!)
- 1962 Barabás (Barabbas)
- 1963 A veronai per (Il Processo di Verona)
- 1964 Az én kis feleségem (La Mia Signora)
- 1964 A repülő csészealj (Il disco volante)
- 1965 Én, én, én… és a többiek (Io, io, io… e gli altri)
- 1967 Scusi, lei è favorevole o contrario?
- 1967 A boszorkányok (Le Streghe)
- 1967 Oidipusz király (Edipo re)
- 1968 Szeszély olasz módra (Capriccio all' italiana)
- 1968 Teoréma (Teorema)
- 1969 Afrikai Scipio (Scipione detto anche l'africano)
- 1971 Dekameron (Il Decameron) (nincs feltüntetve a stáblistán)
- 1971 Halál Velencében (Morte a Venezia)
- 1972 Egy szerelem, amiért érdemes meghalni (D'amore si muore)
- 1972 Olasz kártyajáték (Lo Scopone scientifico)
- 1972 Ludwig
- 1974 Meghitt családi kör (Gruppo di famiglia in un interno)
- 1984 Dűne (Dune)
- 1987 Fekete szemek (Oci ciornie)

## Díjak

### David di Donatello-díj
- 1973 Olasz kártyajáték, legjobb színésznő (megosztva Florinda Bolkannal)

### Ezüst Szalag díj
- 1955 Nápoly aranya, legjobb színésznő
- 1964 A veronai per, legjobb színésznő
- 1972 Halál Velencében, legjobb női mellékszereplő (megosztva Marina Bertivel)